# Lippy the Lion & Hardy Har Har
Lippy the Lion & Hardy Har Har (no Brasil, Lippy e Hardy). Lippy era um leão, andando sempre na companhia de seu amigo Hardy, uma hiena pessimista (Depressão nervosa crônica e profunda). A série (em inglês Lippy the Lion & Hardy Har Har) foi produzida em 1962 por Hanna-Barbera e era um dos segmentos do programa "The Hanna-Barbera New Cartoon Series". Os outros desenhos eram a série com o Crocodilo Wally ("Wally Gator") e a Tartaruga Touché ("Touché Turtle and Dum Dum").
Os episódios contavam as aventuras da dupla, salientando sempre o pessimismo de Hardy, que nunca ria. O otimista Lippy tentava animá-lo ("Calma, Hardy!"), mas Hardy sempre saía com "Eu sei que não vai dar certo... Oh, dia, oh, céus, oh, azar..." (versão da dublagem original para a expressão em inglês "Oh me, oh my, oh dear."). Em apenas um episódio Hardy ri. Lippy lhe diz "Hardy, você está rindo!". "Foi porque fiz uma piada infame!", replica. Outras frases da Hiena: "Miséria, não sairemos vivos daqui"; "Mas, Lippy, tenho câimbras quando sorrio".

## Dubladores

### Nos Estados Unidos
- Lippy: Daws Butler
- Hardy: Mel Blanc

### No Brasil
- Lippy: Luiz Orioni, Lima Duarte.
- Hardy: Waldir Guedes, André Mantovanelli, Lima Duarte
- Em 2003, Hardy (desta vez dublado por Edinho Moreno e animado por Daniel Messias) participou de um comercial de televisão feito para o banco Unibanco, ao lado dos atores Miguel Falabella e Débora Bloch.